# Sexbombe (Film)
Sexbombe ist eine US-amerikanische Filmkomödie aus dem Jahr 1933 von Victor Fleming mit Jean Harlow und Lee Tracy in den Hauptrollen. Der Pre-Code-Film wurde von Metro-Goldwyn-Mayer produziert und basiert auf dem Bühnenstück Bombshell von Caroline Francke und Mack Crane.

## Handlung
Der Filmstar Lola Burns wird nicht nur von ihrer Familie vereinnahmt, die auf ihre Kosten lebt. Auch die Werbeabteilung des Studios, das von Space Hanlon geleitet wird, fordert einiges von ihr ab. Hinzu kommen Probleme mit der Zensurbehörde, die ihren gerade fertiggestellten Film Red Dust beanstandet, so dass mehrere Szenen neu gedreht werden müssen. Während sie hektisch ihren neuen Text lernt, konfrontiert Lola Space mit der Flut an Skandalmeldungen über ihr Liebesleben. Space erklärt ihr, dass Skandale das sind, was ihre Fans lesen wollen.
Lolas Ex-Freund, der Regisseur Jim Brogan, taucht in ihrer Garderobe auf. Er sucht verzweifelt nach einem Engagement, gerät aber mit Lolas aktuellem Freund, dem Marquis Hugo, aneinander. Space beendet den Streit, wofür Lola dankbar ist. Space ist auf Hugo eifersüchtig und arrangiert dessen Festnahme durch die Einwanderungsbehörde. Gegenüber Lola bezeugt er, nichts von der Sache zu wissen. Eine Schlagzeile von Hugos Festnahme erregt jedoch Lolas Misstrauen. Sie will Hugo aus dem Gefängnis holen. Da ihr alkohol- und spielsüchtiger Bruder Junior keine Hilfe ist, bittet sie Jim um ein Darlehen über 3.000 Dollar, ohne ihm den Grund zu nennen. Sie schreibt einen Brief an den Vorstand des Studios und fordert, dass Space gefeuert wird. Um Lola zu beschwichtigen, sucht Space sie auf und täuscht Reue vor. Als letzten Publicityakt hat er eine Journalistin eines Frauenmagazins für ein Interview mitgebracht. Von dieser Geste bewegt benachrichtigt Lola das Studio, ihren Brief zu ignorieren und gibt das Interview. Als die Journalistin bemerkt, dass ein Kind Lolas Leben bereichern würde, ist diese sofort angetan.
Umgehend erzählt Lola Jim, dass sie heiraten und ein Kind haben will. Von der Idee entsetzt schlägt Jim vor, dass Lola ein Kind für eine Testphase von 30 Tagen aufnimmt und später adoptiert. Überraschenderweise stimmt Lola zu und wendet sich an das örtliche Waisenhaus. Zur gleichen Zeit wird Space von Reportern über Gerüchte von Lolas Schwangerschaft befragt. Panisch eilt er zu Lolas Haus. Er erfährt von den Adoptionsplänen und arrangiert ein Treffen mit Reportern. Auch Hugo und sein Anwalt Van Rudolph, der seinen Mandanten aus dem Gefängnis holen konnte, sollen dabei sein. Zur gleichen Zeit wird Lola von Beamtinnen der Adoptionsbehörde befragt. Lola will ihnen versichern, dass sie eine gute Mutter wäre. Eine Schlägerei zwischen Jim und Hugo sowie das Erscheinen ihres betrunkenen Bruders unterminieren ihre Chancen. Zudem bekommt sie mit, wie Space den Skandal detailliert berichtet. In ihrer Wut verflucht sie Space und ihre Familie.
Lola verkündet ihren Rücktritt vom Showbusiness und zieht sich in eine Ferienanlage zurück, wo sie von Space gefunden wird. Lola wird von dem Bostoner Adeligen Gifford Middleton umworben, der sich gerne mit einem Filmstar schmücken würde. Lola akzeptiert seinen Heiratsantrag und wird seinen Eltern vorgestellt. Von Space alarmiert erscheinen Lolas Vater und Bruder, deren ungehobeltes Verhalten die Middletons entsetzt. Als ein kleines Mädchen Lola um ein Autogramm bittet, wird ihnen klar, dass es sich bei Lola um die skandalumwitterte Schauspielerin handelt, die nicht in die Familie passt. Lola weiß nicht, dass die drei Middletons Bühnenschauspieler sind, die von Space engagiert wurden. Lola entschließt sich zur Rückkehr nach Hollywood. Gerade als sie Space ihre Liebe gestehen will, bekommt sie ein Gespräch mit, das Space mit den Middletons führt, die sich über ihre Schauspielkarriere beim Film erkundigen. Space erlebt Lolas liebevolle Wut, als er mit ihr zum Studio fährt.

## Produktion

### Hintergrund
Gedreht wurde der Film vom 7. August bis Mitte September 1933 in Tucson und Phoenix, beides in Arizona, im Ambassador Hotel in Los Angeles sowie in den MGM-Studios in Culver City.
Im Film wiederholte Jean Harlow eine Badeszene, mit der sie schon ein Jahr zuvor in Dschungel im Sturm, ebenfalls von Victor Fleming inszeniert, für Aufsehen sorgte.
Lee Tracy bat, aus der Produktion entlassen zu werden, da er seine Rolle als zu klein im Vergleich mit Harlows Rolle empfand. Autor Norman Krasna wurde engagiert, der Tracys Rolle erweiterte.

### Stab
Merrill Pye oblag die künstlerische Leitung. Edwin B. Willis war für das Szenenbild zuständig. Verantwortlicher Toningenieur war Douglas Shearer.

### Besetzung
In kleinen nicht im Abspann erwähnten Nebenrollen traten James Burke, Dorothy DeBorba in ihrer letzten Filmrolle als das Mädchen, das um ein Autogramm bittet, Ethel Griffies, Grace Hayle, Greta Meyer, Dennis O’Keefe, Minerva Urecal und Morgan Wallace auf. Ebenfalls unerwähnt blieb Wilbur Mack als Van Rudolph.
Gastauftritte hatten der Bandleader Gus Arnheim und der Boxer Primo Carnera.

### Musik
Folgende Songs wurden im Film gespielt:
- Low Down Rhythm von Jesse Greer
- Hold Your Man von Nacio Herb Brown
- Lazy Bones von Hoagy Carmichael und Johnny Mercer
- I'm Dancin' on a Rainbow von Nacio Herb Brown
- Stay on the Right Side, Sister von Rube Bloom
- Estrellita von Manuel María Ponce
- If I Were Only Sure of You von Abner Silver
- You've Got Everything von Walter Donaldson
- Three of Us von Lee David und Pete Wendling
- Let's Make Up von Jack Little, Dave Oppenheim und Ira Schuster

## Synchronisation
Die deutsche Synchronfassung entstand 1988 im Auftrag der Interopa Film unter der Dialogregie von Jürgen Neu.
| Rolle             | Schauspieler     | Deutscher Synchronsprecher |
| ----------------- | ---------------- | -------------------------- |
| Lola Burns        | Jean Harlow      | Daniela Lohmeyer           |
| Space Hanlon      | Lee Tracy        | Hans-Jürgen Dittberner     |
| Pops Burns        | Frank Morgan     | Wolfgang Völz              |
| Gifford Middleton | Franchot Tone    | Udo Schenk                 |
| Jim Brogan        | Pat O’Brien      | Engelbert von Nordhausen   |
| Mac               | Una Merkel       | Ulrike Möckel              |
| Junior Burns      | Ted Healy        | Hans-Jürgen Wolf           |
| Marquis di Pisa   | Ivan Lebedeff    | Aurelio Malfa              |
| Nelly             | Isabel Jewell    | Janina Richter             |
| Loretta           | Louise Beavers   | Regina Lemnitz             |
| Winters           | Leonard Carey    | Uwe Paulsen                |
| Mrs. Middleton    | Mary Forbes      | Marianne Prenzel           |
| Mr. Middleton     | C. Aubrey Smith  | Helmut Heyne               |
| Alice Cole        | June Brewster    | Chris Palm                 |
| Fotograf          | Ed Brady         | Joachim von Ullmann        |
| Fan               | Billy Dooley     | Georg Tryphon              |
| Reporter          | Ben Erway        | Tom Deininger              |
| Mrs. Ward         | Ethel Griffies   | Ingeborg Wellmann          |
| Mrs. Titcomb      | Grace Hayle      | Evelyn Gressmann           |
| Reporter          | Philo McCullough | Martin Keßler              |
| Mike              | Leonard Sillman  | Frank Schaff               |
| H. E. Gillette    | Morgan Wallace   | Claus Jurichs              |

Anmerkung: Die kursiv geschriebenen Namen sind Rollen und Darsteller, die nicht im Abspann erwähnt wurden.

## Veröffentlichung
Die Premiere des Films fand am 13. Oktober 1933 statt. In der Bundesrepublik Deutschland wurde er am 11. September 1988 im deutschen Fernsehen ausgestrahlt.

## Kritiken
Der Filmkritiken-Aggregator Rotten Tomatoes hat in einer Auswertung von zehn Kritiken eine Zustimmungsrate von 90 Prozent errechnet. Das Publikumsergebnis hat sich bei 76 Prozent positiver Bewertungen eingependelt.
Bei Metacritic erhält der Film eine Bewertung von 81/100 basierend auf neun Kritiken.
Das Lexikon des internationalen Films schrieb: „Turbulente Komödie, die reich an Anspielungen auf das wirkliche Leben des Hollywood-Stars Jean Harlow sein soll; mit großer Rasanz in beinahe atemlosem Rhythmus erzählt, überdreht und voller Gags. Bei allem Amüsement läßt die Hektik kaum eine tiefergehende Empfindung zu.“
Die Filmzeitschrift Cinema befand: „In der Satire auf das damalige Hollywood liefert die hier 22 Jahre junge Jean Harlow eine Glanzleistung ihrer kurzen Karriere.“
Mordaunt Hall von der The New York Times notierte, die Farce mache sich über Hollywood lustig mit einer saloppen, fröhlichen Geschichte, die mit einigen unerwarteten und intelligent erdachten Wendungen aufwarte. Obwohl es einige Momente allzu wilder Comedy und nicht wirklich überzeugender Szenen gebe, sei es eine größtenteils flotte und lustige Abwechslung.
Die Variety lobte den Film als knisternde Komödie, die kunstvoll mit Insider-Material ausgestattet wurde, mit munterer Unbekümmertheit geschrieben und mit köstlicher Hingabe gespielt.
Pare Lorentz bezeichnete den Film im Magazin Vanity Fair als einen der lustigsten Filme des Jahres.
Auch Ken Hanke war im Mountain XPress des Lobes voll. Für ihn sei es eine beißende aber gutmütige Satire, temporeich, lustig, für die Pre-Code-Zeit schlüpfrig und möglicherweise Jean Harlows bester Film.
Der Kritiker des TV Guide sah einen der besten Filme, der die Filmindustrie persifliert. Er sei ein bissiger, geistreicher und schneller Film.